# Zonosaurus
Zonosaurus är ett släkte av ödlor. Zonosaurus ingår i familjen sköldödlor.

## Utbredning
Släktet Zonosaurus förekommer i sin helhet endemiskt på Madagaskar.

## Bildgalleri

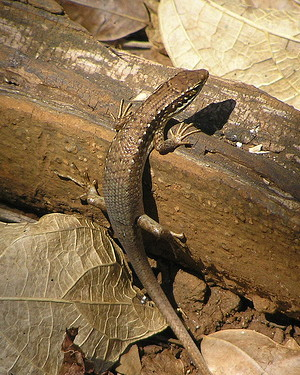

## Arter
Arter enligt Catalogue of Life:
- Zonosaurus aeneus
- Zonosaurus anelanelany
- Zonosaurus bemaraha
- Zonosaurus boettgeri
- Zonosaurus brygooi
- Zonosaurus haraldmeieri
- Zonosaurus karsteni
- Zonosaurus laticaudatus
- Zonosaurus madagascariensis
- Zonosaurus maramaintso
- Zonosaurus maximus
- Zonosaurus ornatus
- Zonosaurus quadrilineatus
- Zonosaurus rufipes
- Zonosaurus subunicolor
- Zonosaurus trilineatus
- Zonosaurus tsingy